# 博南扎 (科罗拉多州)
博南扎（英語：Bonanza），是美国科罗拉多州萨沃奇县下属的一座城市。建市于1881年1月13日，面积大约为0.437平方英里（1.131平方公里）。根据2010年美国人口普查，该市有人口16人。2011年估计该市有人口16人，相比2010年人口增长率为0.00%。同时，论人口该市是科罗拉多州第270大城市。